# 甕缸群島
甕缸群島（英語：Ung Kong Islands）是香港的一組群島，位於新界西貢區滘西洲以東、糧船灣以南，由甕缸洲、伙頭墳洲、橫洲、火石洲、番鬼倫洲（圓崗洲、棟心洲和扁洲）和沙塘口山等多個島嶼組成。

## 火石洲操炮區
火石洲和番鬼倫洲等島嶼曾一度列為火石洲操炮區，是香港禁區之一，為殖民地時期的駐港英軍軍人訓練使用軍火之用，為免被流彈擊傷，當時外來人士如要進入火石洲水域，必須要先得到香港警務處發出的禁區紙，否則不得進入。但自從1985年之後，火石洲操炮區已經再沒有軍隊在該處練耙。到近數年更加把操炮區廢置了，並成為香港地質公園的其中的一個觀賞地。

## 註腳
1. ↑  .   [2009-12-01]. （原始内容存档于2017-03-05）.